# Пикси: све за десет
Пикси: све за десет  је књига о српском фудбалеру и тренеру Драгану Стојковићу Пиксију, аутора Небојше Петровића, објављена 2022. године у издању издавачке куће Вукотић медиа.

## О аутору
Небојша Петровић (4. новембар 1977, Београд) је спортски новинар, од 2019. године запослен у Фудбалском савезу Србије на функцији директора медијске службе. Каријеру спортског новинара је започео на телевизији Студио Б 1996. године. Иза себе има богато телевизијско искуство, али се истакао у колумнама које пише за портал Мондо.рс као и интервјуима за регионалну агенцију Anadolu Agency.

## О књизи
Књига Пикси: све за десет доноси причу о каријери једног од најбољих играча у историји српског фудбала. Написана је пером аутора који је више од 30 година непосредни сведок Пиксијевих подвига у играчкој, функционерској и тренерској улози. Кљига је обилује аутентичним анегдотама, мемоарима и интересантним детаљима из Пиксијевог живота и каријере, богато илустрована фотографијама. Биографија фудбалског виртуоза из Ниша је уједно и омаж целој генерацији заљубљеника у фудбал која је одрастала на правим вредностима и у неким лепшим околностима. Књига није само прича о Пиксију, већ и сага о времену које у свима нама изазива одређену дозу носталгије, као и успомена на фудбал који је имао душу.
Књига почиње са причом о томе како је Пикси са другарима из улице јурио за лоптом по прашњавим теренима Паси Пољане, па до ноћи у Лисабону када је победом против Португала испунио обећање дато нацији на почетку квалификација за Светско првенство у Катару. У једаснаест поглавља описани су Пиксијеви школски дани у Нишу, почеци у Радничком и млађим селекцијама репрезентације Југославије, први голови и прве мајсторије, прелазак у Црвену звезду, утакмице са Реал Мадридом, Келном, Миланом, искуства из мечева са Партизаном, Динамом, Хајдуком, први трофеји, индивидуална признања, сусрети са звездама светског фудбала. Посебна поглавља у књизи су о догађајима који имају историјски значај. То су о дуелима против Шпаније и Аргентине у Италији, финалу Купа шампиона у Барију, драматичним тренуцима који су претходили протеривању Југославије из Шведске, не баш пријатном амбијенту на Максимиру против Хрватске, Мундијалу у Француској, Европском првенству у Белгији и Холандији.
Књига садржи поглавља у којима су и Пиксијеви војнички дани у Приштини са Аленом Славицом, снимање спотова за „Топ листу надреалиста“ са Нелетом Карајлићем, дружења са Диком, Бором, Милојем, Дејом, односима са тренерима Васовићем, Станковићем, Шекуларцем и Гуталсом, селекторима Веселиновићем, Осимом, Сантрачем, Бошковом.

## Промоција књиге
Свечана промоција књиге одржана је 18. маја 2022. године у МТС дворани у Београду, на којој су били присутни бројни људи из света спорта, посебно фудбала, некадашњи саиграчи: Саво Милошевић, Дејан Савићевићи и Милош Дризић, председник ОКС Божидар Маљковић, селектор кошаркашке репрезентације Србије Светислав Пешић. 
Подршку Пиксију на промоцији су пружили и супруга Снежана и син Марко, те Ивица Краљ, Иван Ћурковић, Горан Стевановић, Ненад Бјековић, Светислав Пешић, Драган Тарлаћ, доктор Миљко Ристић и многи други.
На свечаној промоцији Пикси је рекао:
| „ | Прелепо се осећам, видим много људи, пријатеља које дуго нисам видео. Људи су после много година успели да ме убеде да се направи оваква књига. Надам се да ће људи уживати док је читају. Јер, речена је истина, свега интересантног што је било у мојој каријери, а чега сам могао да се сетим. | ” |